# Матч трёх городов (1932)
Матч трех городов 1932 года по футболу был пятым турниром в рамках одноимённого общеспортивного праздника и вторым, проводимым в формате трёх сборных (Москвы, Ленинграда и Харькова). Он прошёл в Харькове с 26 по 28 июня.
Все три участника набрали одинаковое количество очков и разделили победу в турнире.

## Участники и регламент
Турнир проводился по «круговой» системе в один круг.
За победу команда получала 3 очка, ничью — 2, поражение — 1.
Участники
- Москва (цвета красные)
- Ленинград (цвета голубые)
- Харьков (цвета белые)

## Ход турнира

### Харьков — Ленинград
В матче первого дня харьковчане имели большое преимущество с начала встречи, сумев в первые 15 минут забить дважды; оборона ленинградцев не успевала и играла грубо, что привело под конец тайма к пенальти и третьему голу. В начале второго тайма, пользуясь нерасторопностью защитника А.Лабута, хозяева забили еще один мяч. С этого момента инициатива перешла к футболистам Ленинграда, но опасных моментов было создано немного. Лишь в самом конце игры Е.Елисееву удалось провести «гол престижа».
| Харьков                                                   | 4:1 | Ленинград     |
| --------------------------------------------------------- | --- | ------------- |
| - С.Андреев 5′ - Шпаковский 15′ 49′ - Привалов 36′ (пен.) |     | - 86′ Елисеев |

| Харьков: Бабкин - Пономаренко, К.Фомин - Н.Фомин, Шведов, Привалов - Копейко, Шпаковский, Мищенко, Н.Зуб, С.Андреев Ленинград: Шорец - Юденич, Лабут - Пав.Попов, Батырев, В.Лемешев - П.Григорьев, Е.Шелагин, М.Бутусов, Елисеев, Кусков |

### Москва — Харьков
Матч второго дня начался на встречных курсах, но москвичи играли острее и сумели открыть счёт в первом тайме. После перерыва проведшие достаточно напряженный матч накануне хозяева заметно сдали физически. Москвичи прочно захватили инициативу, и, хотя и провели последние полчаса игры в меньшинстве после удаления В.Павлова, сумели создать немало опасных моментов. Прекрасно игравший вратарь харьковчан А.Бабкин неоднократно спасал свою команду, сумел отразить одиннадцатиметровый, но все же пропустил еще дважды — победа москвичей 3:0.
| Москва                                          | 3:0 | Харьков |
| ----------------------------------------------- | --- | ------- |
| - Степанов 31′ 60′ 77' (пен.) - Н.Старостин 83′ |     |         |

| Москва: Гранаткин - Ал.Старостин, Пчеликов - Леута, Ан.Старостин, Никишин - Н.Старостин, Смирнов, Степанов, Павлов 61', С.Ильин · Харьков: Бабкин - Пономаренко, К.Фомин - Н.Фомин, Шведов, Привалов - Копейко, Шпаковский, Мищенко, Н.Зуб, С.Андреев |

### Ленинград — Москва
В заключительном матче проведшие ряд замен ленинградцы дали бой признанному фавориту — в обоюдоострой нервной игре им сопутствовал успех. Москвичи вновь остались в середине второго тайма вдесятером после удаления и вновь не сумели под занавес игры реализовать пенальти и спасти матч. В результате все команды одержали по одной победе и совместно стали победителями турнира.
| Ленинград                                                     | 3:2 | Москва                                             |
| ------------------------------------------------------------- | --- | -------------------------------------------------- |
| - Пав.Попов 41′ (пен.) - П.Григорьев 53′ - Батырев 65′ (пен.) |     | - 49′ Н.Старостин - 60′ С.Ильин - 80' (пен.) Леута |

| Ленинград: Шорец - Юденич, Гинько - Пав.Попов, Батырев, А.Петров - П.Григорьев, Елисеев, М.Бутусов, Б.Шелагин, Кусков · Москва: Гранаткин - Ал.Старостин 65', Пчеликов - Леута, Ан.Старостин, Никишин - Н.Старостин, Смирнов, Степанов, Павлов, С.Ильин |

### Итоговая таблица
| № | Команды   | 1   | 2   | 3   | В | Н | П | М     | О |
| - | --------- | --- | --- | --- | - | - | - | ----- | - |
| 1 | Москва    |     | 3:0 | 2:3 | 1 | 0 | 1 | 5 — 3 | 4 |
| 1 | Харьков   | 0:3 |     | 4:1 | 1 | 0 | 1 | 4 — 4 | 4 |
| 1 | Ленинград | 3:2 | 1:4 |     | 1 | 0 | 1 | 4 — 6 | 4 |